# Patrick Vlačič
Patrick Vlačič, slovenski politik in pravnik, * 22. februar 1970, Slovenj Gradec.
Na državnozborskih volitvah 21. septembra 2008 je bil izvoljen za poslanca 5. državnega zbora Republike Slovenije (2008-12). 21. novembra 2008 je prisegel kot minister za promet.

## Življenjepis

### Državni zbor
2008-2011
V času 5. državnega zbora Republike Slovenije, član Socialnih demokratov, je bil član naslednjih delovnih teles:
- Odbor za zunanjo politiko (član)
- Odbor za notranjo politiko, javno upravo in pravosodje (član)
- Odbor za promet (član).

22. marca 2009 je bil izvoljen za podpredsednika Socialnih demokratov.
Na državnozborskih volitvah leta 2011 je kandidiral na listi SD.
Je tudi predavatelj na Fakulteti za strojništvo. Predava predmet Letalsko pravo.